# Zentrale Musikschule Moskau
Die Zentrale Musikschule Moskau, offizielle Bezeichnung Zentrale Musikschule am staatlichen P. I. Tschaikowski-Konservatorium Moskau (russisch Центральная музыкальная школа при Московской государственной консерватории имени П.И. Чайковского), ist ein staatliches Musikgymnasium in Moskau.

## Geschichte
Im August 1932 wurde die Zentrale Musikschule auf Initiative von Alexander Goldenweiser am Moskauer Konservatorium unter dem Rektorat von Stanislaw Teofilowitsch Schazkij gegründet. Die Jugend-Abteilung des Konservatoriums umfasste zunächst 15 Schüler, die der Abteilung von Heinrich Neuhaus zugehörten. Am 20. Mai 1935 wurde die Musikschule, untergebracht in einem zweistöckigen Gebäude nahe dem Konservatorium, per Dekret Nr. 406 der RSFSR zu einer eigenständigen Bildungseinrichtung namens Zentrale Musikschule am staatlichen P. I. Tschaikowski-Konservatorium Moskau. Erste Schulleiterin war Iraida Wassiljewna Wassiljewa, künstlerischer Leiter blieb Neuhaus.
Die Zentrale Musikschule wurde 1941 aufgrund des Krieges nach Pensa evakuiert und 1943 wiederum nach Moskau in ein vierstöckiges Gebäude entsprechend der angestiegenen Schülerzahl verlegt. 1979 erfolgten notwendigste Renovierungsarbeiten am stark abgenutzten Gebäude, das 1988 zugunsten eines Schulgebäudes in einem Moskauer Vorort aufgegeben wurde. Die Schule verlor in den folgenden 18 Jahren an Renommee, da sich die für die musikalische Ausbildung zuständigen Lehrkräfte des Moskauer Konservatoriums nach und nach aufgrund der ungenügenden Räumlichkeiten mit nur wenigen Probenmöglichkeiten zurückzogen. 2005 bezog die Zentrale Musikschule das inzwischen vollsanierte ehemalige Schulgebäude nahe dem Moskauer Konservatorium erneut.
Das staatliche Gymnasium war und ist für die Schüler kostenlos. Neben den Hauptfächern Klavier, Geige und Cello wurde bereits 1954 der Schwerpunkt Komposition und Musiktheorie etabliert. Zu den Lehrkräften der ersten Stunde zählen neben Goldenweiser und Neuhaus die Komponisten und Pianisten Igumnow, Zeitlin und der Geiger Jampolski.

## Musikgymnasium

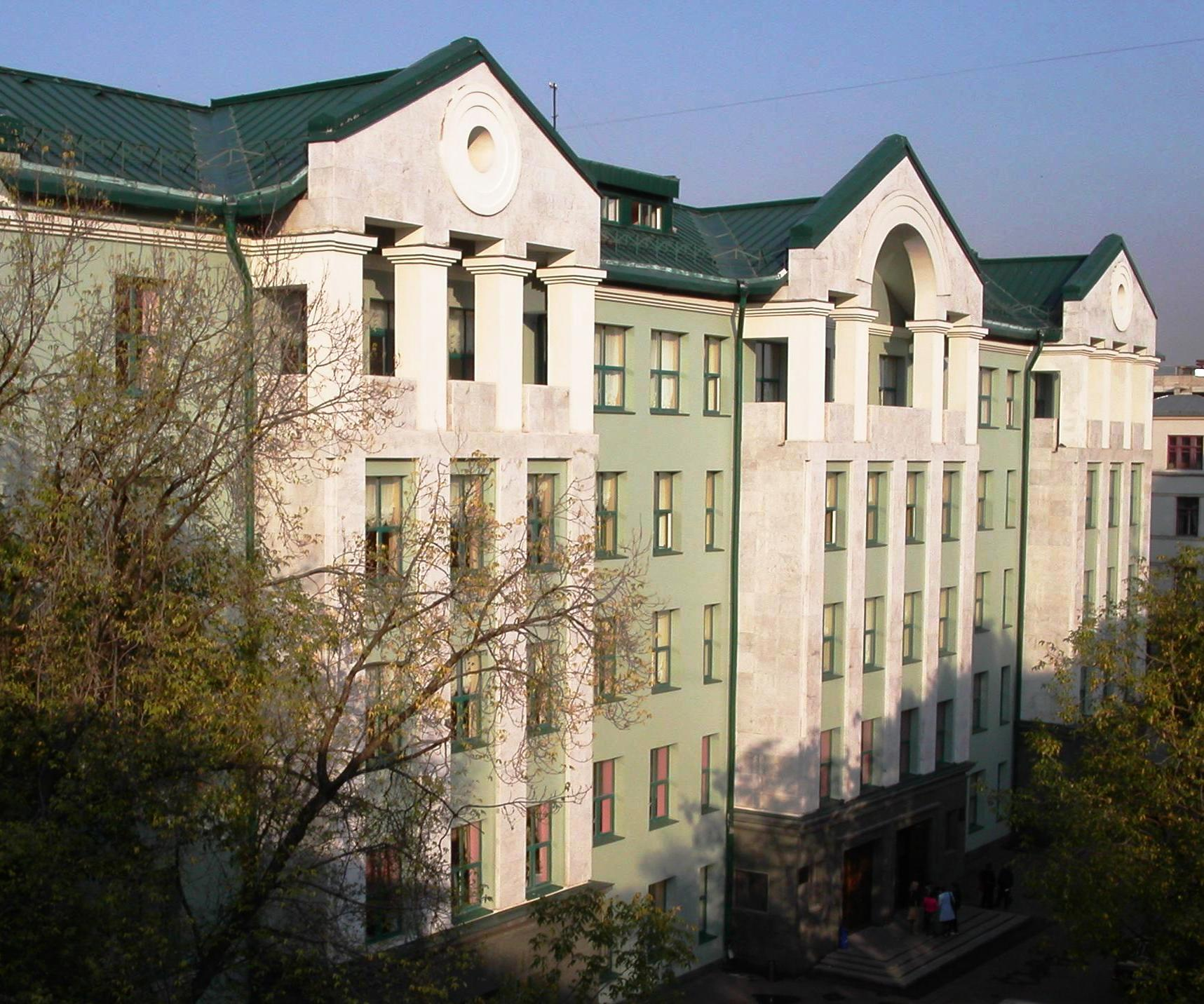
Zentrale Musikschule Moskau (2005)

Die Zentrale Musikschule Moskau „verbindet […] die Pflichtfächer allgemeiner Schulbildung mit jener einer konzentrierten Musikausbildung“. Zugänglich ist die Bildungseinrichtung für Kinder, die eine Aufnahmeprüfung erfolgreich bestanden haben. Das Studium dauert elf Jahre und ergibt eine Zulassung zur weiteren Ausbildung an den Konservatorien oder Musikhochschulen.
Das Gymnasium bietet neben Gehörbildung und allgemeiner Musiklehre die Bildungszüge Klavier, orchestrale Saiteninstrumente und orchestrale Blas- und Perkussionsinstrumente sowie Dirigat an. Zusätzlich sind Komposition und Musiktheorie wählbar. Die Unterrichts-, Übungs- und Ensembleräume sind mit Steinway-Konzertflügel, Kawai-Pianos, Harfen und weiteren Instrumenten ausgestattet.
Im Schulgebäude befinden sich zwei Konzertsäle. Der Kammermusik-Saal bietet Platz für 128 Zuhörer, der zweite Saal hat 238 Sitzplätze. In einem zur Schule gehörenden Nebengebäude für Internatsschüler befinden sich Konzerträume mit 100 und 40 Sitzplätzen, die mit einem Yamaha-Konzertflügel und einer Orgel des niederländischen Klavierbauers Koot Haarlem ausgestattet sind.
2016 hatte die Zentrale Musikschule 410 Schüler, davon 39 in der auf das Gymnasium vorbereitenden Klasse und 54 in der ab fünf Jahren zugänglichen Vorschule. Der Lehrkörper umfasste 168 Personen.

## Persönlichkeiten (Auswahl)
Zu den ersten Schülern der Zentralen Musikschule zählten u. a. Rosa Tamarkina, die 1937 den Internationalen Chopin-Wettbewerb in Warschau gewonnen hat, Tatjana Nikolajewa, Maria Gambarjan und die Gründungsmitglieder des Borodin-Quartetts.
Leonid Kogan und seine Kinder Nina und Pawel Kogan, Eduard Gratsch und sein Sohn Eugen, die Brüder Andrei Michalkow-Kontschalowski und Nikita Michalkow, der Sohn und der Enkel von Dmitri Schostakowitsch sowie die Töchter Olga und Jelena von Mstislaw Rostropowitsch erhielten in unterschiedlichen Zeitperioden ihre Schulbildung an der Zentralen Musikschule.
Im Laufe der Jahre durchliefen eine große Zahl international bekannter Instrumentalisten und Komponisten die Bildungseinrichtung, neben vielen anderen: Wladimir Aschkenasi, Lasar Berman, Bella Davidovich, Natalja Gutman, Oleg Kagan, Wladimir Krainew, Alexei Ljubimow, Mark Lubotsky, Nikolai Luganski, Wladimir Owtschinnikow, Denis Mazujew, Alexandra Pachmutowa, Nikolai Petrow, Michail Pletnjow, Ivo Pogorelich, Alexei Rybnikow, Wladimir Spiwakow, Katia Tchemberdji, Wiktor Tretjakow und Maxim Vengerov.
Zu den Lehrkräften der Gründungsjahre, die sich aus dem Moskauer Konservatorium rekrutierten, kamen nach dem Krieg u. a. die Pianisten
Anna Artobolewskaja, Lew Naumow und Jewgeni Timakin, der Geiger Juri Jankelewitsch und der Cellist Mstislaw Rostropowitsch hinzu. Seit den 1960er Jahren setzt sich das Lehrerkollegium überwiegend aus Absolventen der Moskauer und Sankt Petersburger Konservatorien zusammen.

## Filme
- Young Musicians auf YouTube – Dokumentarfilm 1945, Regie: Vera Stroeva, bereitgestellt von der Zentralen Musikschule am 14. Juli 2010.
- Russlands Wunderkinder. Dokumentarfilm (2000), 98:00 Min., Regie: Irene Langemann, Produktion: Lichtfilm, Arte und Westdeutscher Rundfunk Köln, Kinostart am 19. Oktober 2000.[3]